# Ponchatoula, Louisiana
Ponchatoula là một thành phố thuộc giáo khu Tangipahoa trong tiểu bang Louisiana, Hoa Kỳ.  Theo điều tra dân số Hoa Kỳ năm 2000, thành phố có dân số 5180 người. 
Theo Cục Điều tra Dân số Hoa Kỳ, thành phố có tổng diện tích là 4,2 dặm vuông (11 km2), tất cả là diện tích đất.
Ponchatoula nằm dọc theo Interstate 55 và Louisiana lộ 22, cách đều từ New Orleans và Baton Rouge. Trong đầu những năm 1900, Ponchatoula là một trong những chỉ có hai lối để đến New Orleans bằng đường bộ, cho nó danh hiệu "Cửa ngõ đến New Orleans."